# 五角海绵星虫
五角海绵星虫（学名：Spongaster pentas）为海绵盘虫科海绵网虫属的动物。分布于太平洋，包括东海等海域。